# Araneus alhue
Araneus alhue Levi, 1991 è un ragno appartenente alla famiglia Araneidae.

## Distribuzione
La specie è stata rinvenuta in alcune località dell'Argentina e del Cile: l'olotipo femminile è stato reperito nei pressi della località cilena di Piche, a pochi Km da Alhué, cittadina della provincia di Santiago.

## Tassonomia
Non sono stati esaminati esemplari di questa specie dal 1991.
Attualmente, a dicembre 2013, non sono note sottospecie.